# توني كورك
توني كورك (بالإنجليزية: Tony Crook)‏ هو سياسي أسترالي، ولد في 23 يونيو 1959 في ميريدين في أستراليا. حزبياً، نشط في Western Australian National Party ‏. وقد انتخب عضو مجلس النواب الأسترالي عن دائرة Division of O'Connor ‏ (21 أغسطس 2010 – 5 أغسطس 2013).